# マチェラータ音楽祭

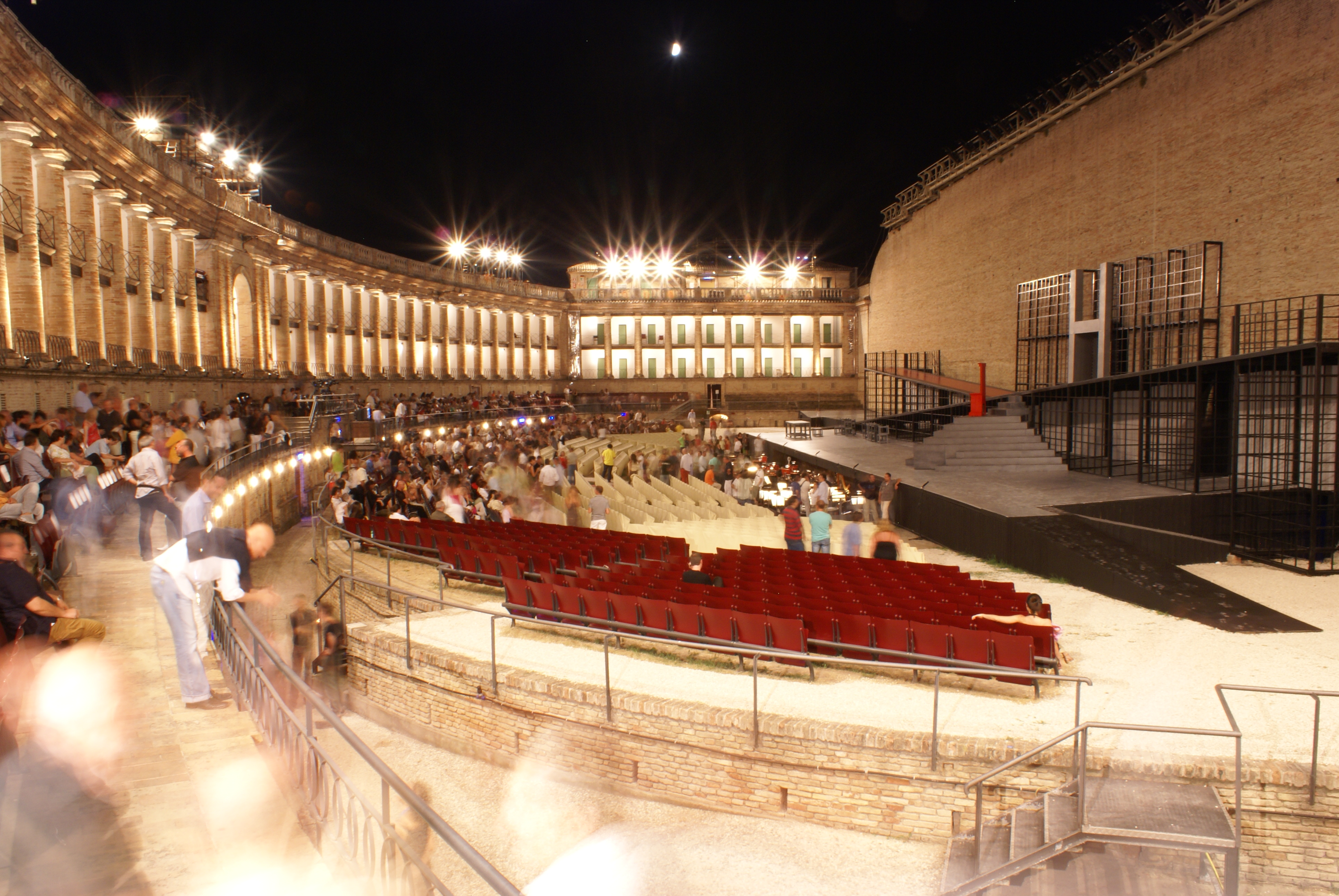
夜のアレーナ・スフェリステリオ

マチェラータ音楽祭（Macerata Opera Festival）はイタリアのマチェラータで毎年夏に開催されるオペラ音楽祭。7月から8月にかけて3つないし4つのオペラ公演が行われる。正式名称は会場名からのスフェリステリオ音楽祭（Sferisterio Opera Festival）。

## 概要
会場のアレーナ・スフェリステリオは1820年代に建設された新古典主義建築の競技場である。収容人数は3500～4000人。1921年に初めて音楽祭が開催され、ジュゼッペ・ヴェルディの『アイーダ』が上演された。公演は17回行われ、7万人を動員した。翌年にはアミルカレ・ポンキエッリの『ラ・ジョコンダ』が上演されたが、その後、45年間にわたって音楽祭は途絶えてしまう。
1967年から再び音楽祭が開催され、ジャコモ・プッチーニの『蝶々夫人』とヴェルディの『オテロ』が上演された。再開された当初は19世紀から20世紀初めの有名なイタリアオペラがメインだったが、その後より新しい外国作品も上演されるようになった。またケン・ラッセル演出の『蝶々夫人』では売春宿という設定だったり、フランコ・ゼフィレッリ演出の『カルメン』ではニューヨークの暴走族という設定だったりするなど、斬新な演出がみられた。
また1989年に550席のラウロ・ロッシ劇場が改装され、翌年よりここでもいくつかのオペラが上演されている。
音楽祭では、財政上の理由から、ルチアーノ・パヴァロッティ、プラシド・ドミンゴ、モンセラート・カバリェ、マリリン・ホーン、カーティア・リッチャレッリ、レナート・ブルゾンら大衆が喜ぶ有名オペラ歌手の招聘に重点が置かれていたが、1990年代は国際的な歌手の参加の減少で、人気の高い大スペクタクルのイタリアオペラへの回帰がみられた。現在は2006年に芸術監督に就任したピエール・ルイージ・ピッツィによって改革が進められている。ピッツィは年ごとにテーマを設定して、演目やステージ構成に統一感を持たせた。